# سبايك وتايك
سبايك وتايك (بالإنجليزية: Spike and Tyke)‏ هما شخصيتان خياليتان لكلبين من سلالة البلدغ ذكور من أب وولده، الشخصيتان من ابتكار ويليام هانا وجوزيف باربيرا.

## مواصفات سبايك وتايك
الكلب سبايك هو كلب قوي جدا يحب الهدوء رمادي اللون وعلى رقبته طوق أحمر، يكره مضايقة توم له، ويقوم برعاية جروه الصغير الذي يحبه كثيرا ولا يحب أن يلمسه أحد، وإذا تعرض للمضايقة من طرف توم يقوم بمعاقبته عقابا شديدا.
أما تايك فهو جرو صغير الكلب سبايك يشبه أباه في الشكل إلا أنه صغير الحجم ويتميز بكونه لطيف ويحب أن يقلد أباه ويظهر في بعض الحلقات ليزعج توم ويظهر أحيانا كصديق الفأر جيري.

## الظهور
أول ظهور لسبايك كان في أفلام توم وجيري حلقة «مشكلة مع الكلب» (Dog Trouble) والذي يُعَد خامس أفلام السلسلة، وقد صدر في 18 أبريل عام 1948، وأول ظهور لتايك كان في حلقة «إعشق هذا الجرو»(Love That Pup) الذي صدر في 1 أكتوبر عام 1949.
كان من المفترض إصدار سلسلة خاصة بسبايك وتايك عام 1957 لتكون مختلفة عن سلسلة توم وجيري ليكونا بطلاها، وقد تم إصدار حلقتين إثنين من السلسلة إلا أنها لم تستمر وذلك لأن الشركة المنتجة قررت إيقاف إنتاج الرسوم المتحركة في العام نفسه.